# Sd.Kfz. 234/4
Sd.Kfz. 234/4, Schwerer Panzerspähwagen (7,5 cm PaK 40) – niemieckie samobieżne działo przeciwpancerne na podwoziu samochodu pancernego z okresu II wojny światowej

## Historia konstrukcji
W 1944 roku w związku z coraz większymi brakami w pojazdach pancernych na polecenie  Adolfa Hitlera z dnia 27 listopada 1944 roku opracowano nowy typ samobieżnej armaty przeciwpancernej na podwoziu kołowym. Pojazd został wyposażony w armatę przeciwpancerną PaK 40 kal. 75 mm. Armata PaK 40 została pozbawiona części łoża oraz kołowego podwozia, po czym została ona umieszczona na specjalnych wspornikach na dnie półodkrytego podwozia samochodu pancernego Sd.Kfz.234. Tak opracowane działo zostało oznaczone jako Sd.Kfz. 234/4.
Już w grudniu 1944 roku rozpoczęto produkcję tych dział, która trwała do marca 1945 roku. W tym czasie wyprodukowano 89 pojazdów tego typu.

## Użycie
Samobieżne działa przeciwpancerne Sd.Kfz. 234/4 były wprowadzane systematycznie do uzbrojenia dywizjonów przeciwpancernych od grudnia 1944 roku. Brały one udział w walkach do zakończenia II wojny światowej.